# Czyże
Czyże (białorus. Чыжы, Czyžy, w miejsc. gwarze Čyžê) – wieś w Polsce położona w województwie podlaskim, w powiecie hajnowskim, w gminie Czyże.
W latach 1954–1972 wieś należała i była siedzibą władz gromady Czyże. W latach 1975–1998 miejscowość administracyjnie należała do województwa białostockiego. Miejscowość jest siedzibą gminy Czyże. Znajduje się ok. 20 km na wschód od Bielska Podlaskiego oraz 12 km na zachód od Hajnówki. Wieś jest zamieszkana przez ludność narodowości białoruskiej, a po części polskiej i ukraińskiej.
Wieś jest siedzibą prawosławnej parafii Zaśnięcia Najświętszej Maryi Panny. Natomiast
wierni kościoła rzymskokatolickiego należą do parafii Podwyższenia Krzyża Świętego i św. Stanisława, Biskupa i Męczennika w Hajnówce.

## Historia
Wieś powstała w XVI wieku jako osada bartników, osoczników i strzelców królewskich, natomiast pierwsze wzmianki w dokumentach pochodzą z 1529 roku. 
Pierwsza cerkiew prawosławna w Czyżach istniała już w XVI wieku. Pod koniec XIX wieku przechowywano w niej jeszcze oryginalne nadania Henryka Walezego z 1571, Michała Korybuta z 1670 i Jana III z 1676. Świątynia ta przyjęła następnie unię. W XVII i XIX w. wznoszono na jej miejscu kolejne budowle sakralne. W ostatniej z nich znajdował się unikatowy zespół barokowych ikon i malowideł ściennych wykonanych przez artystów ludowych. Cerkiew ta uległa całkowitemu zniszczeniu w 1984 wskutek podpalenia.
Na tym samym miejscu wznosi się obecna cerkiew pod tym samym wezwaniem, Zaśnięcia Przenajświętszej Bogurodzicy. Jest to świątynia parafialna.

## Demografia
Według Powszechnego Spisu Ludności z 1921 roku wieś zamieszkiwały 484 osoby, wśród których 2 było wyznania rzymskokatolickiego, 459 prawosławnego, 22 mojżeszowego, a jedna innego. Jednocześnie 2 mieszkańców zadeklarowało polską przynależność narodową, 460 białoruską, a 22 żydowską. Było tu 155 budynków mieszkalnych.

## Architektura
Rozplanowanie przestrzenne wsi pochodzące z połowy XVI wieku zostało wpisane w 1985 roku do rejestru zabytków.
Oprócz cerkwi Zaśnięcia Przenajświętszej Bogurodzicy, na północnych obrzeżach wsi, w okolicach Leniewa, znajduje się zabytkowa drewniana cerkiew cmentarna Świętych Kosmy i Damiana.

### Zabytki
- rozplanowanie przestrzenne wsi, poł. XVI, nr rej.: 584 z 29.04.1985
- cmentarz prawosławny, pocz. XIX, nr rej.: A-100 z 29.12.1989
- prawosławna cerkiew cmentarna pod wezwaniem Świętych Kosmy i Damiana, 1812, nr rej.: A-100 z 1.04.1977[15].

## Zdjęcia

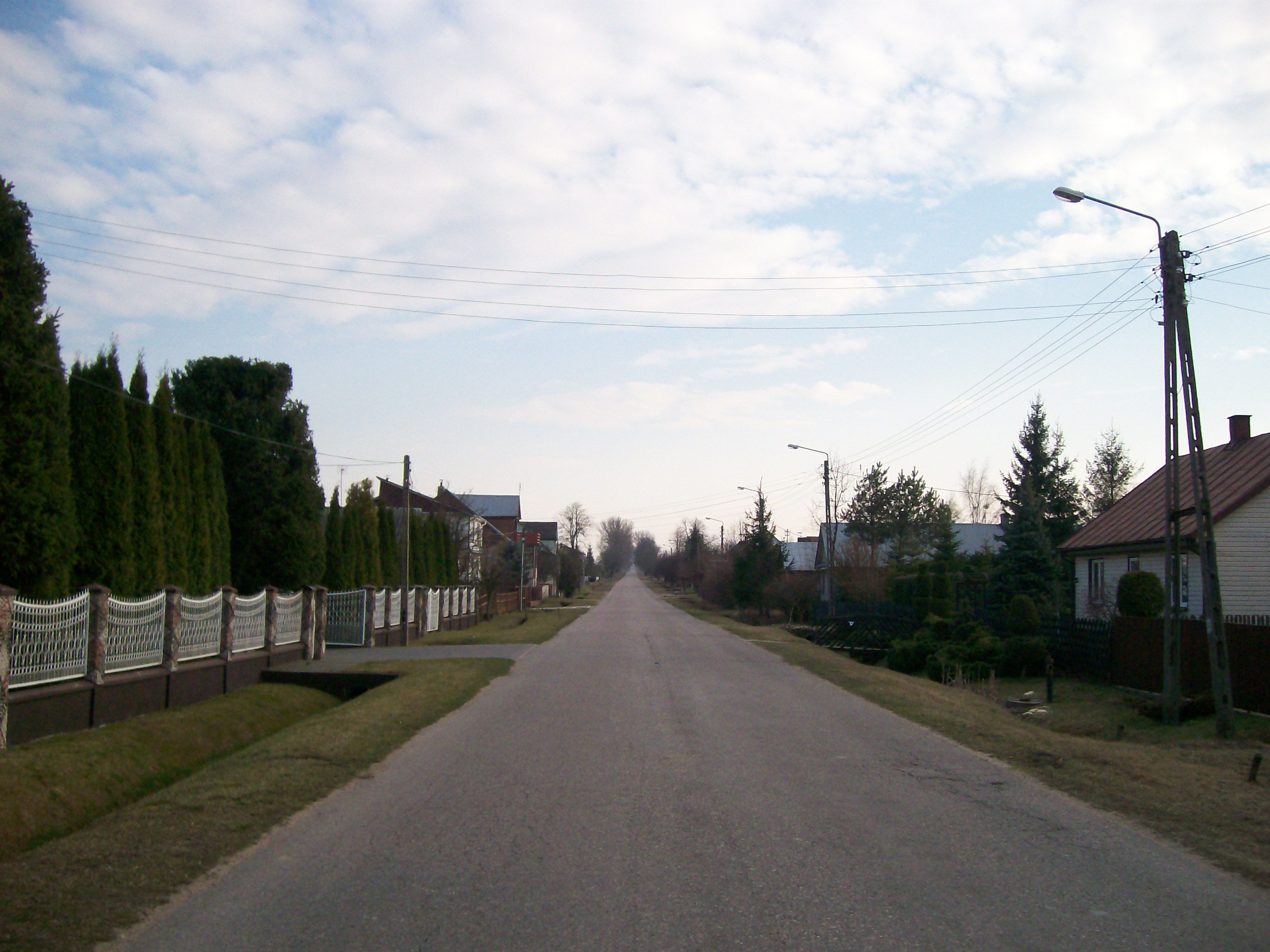
Widok na główną drogę
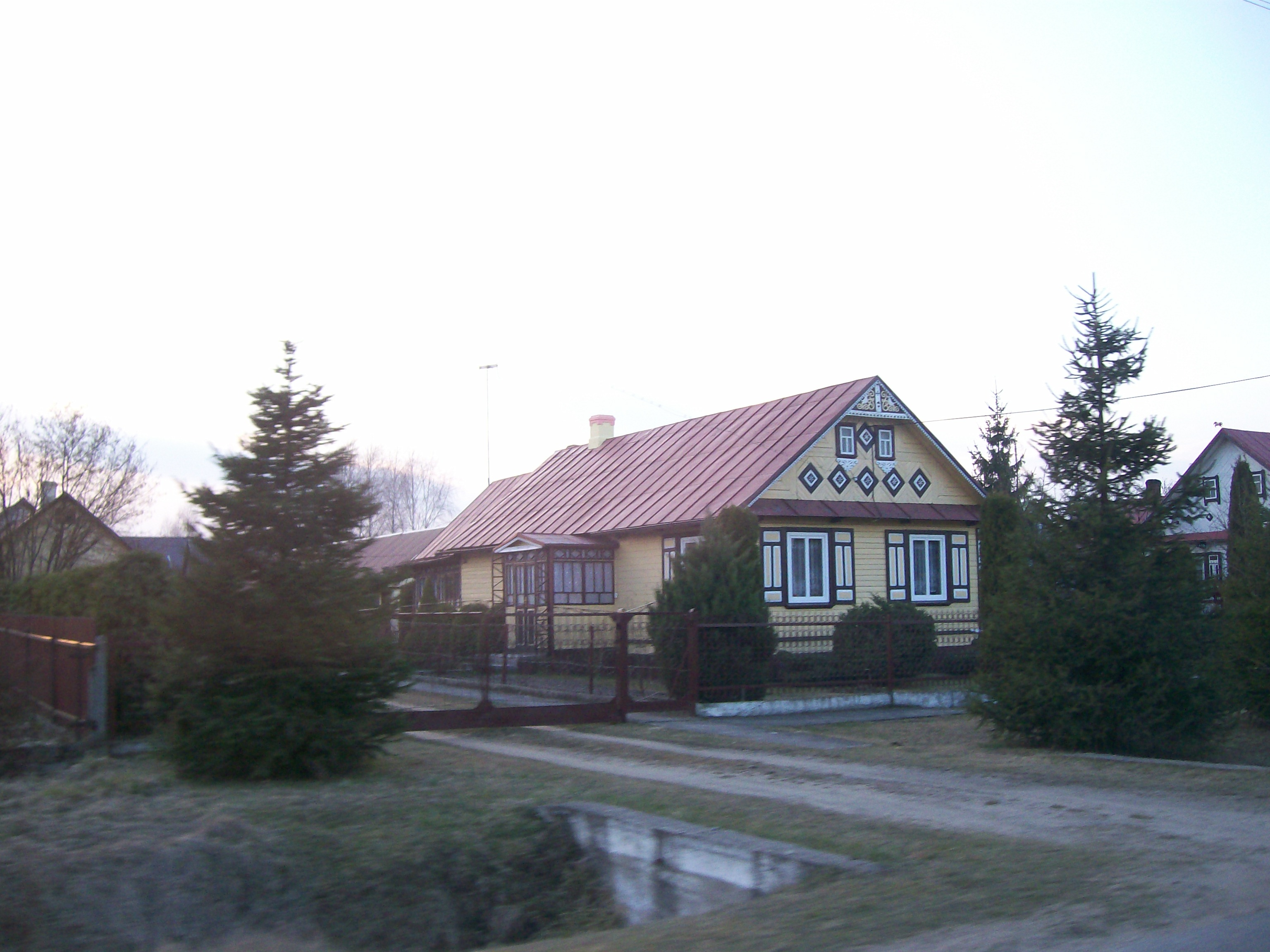
Zabudowa mieszkalna
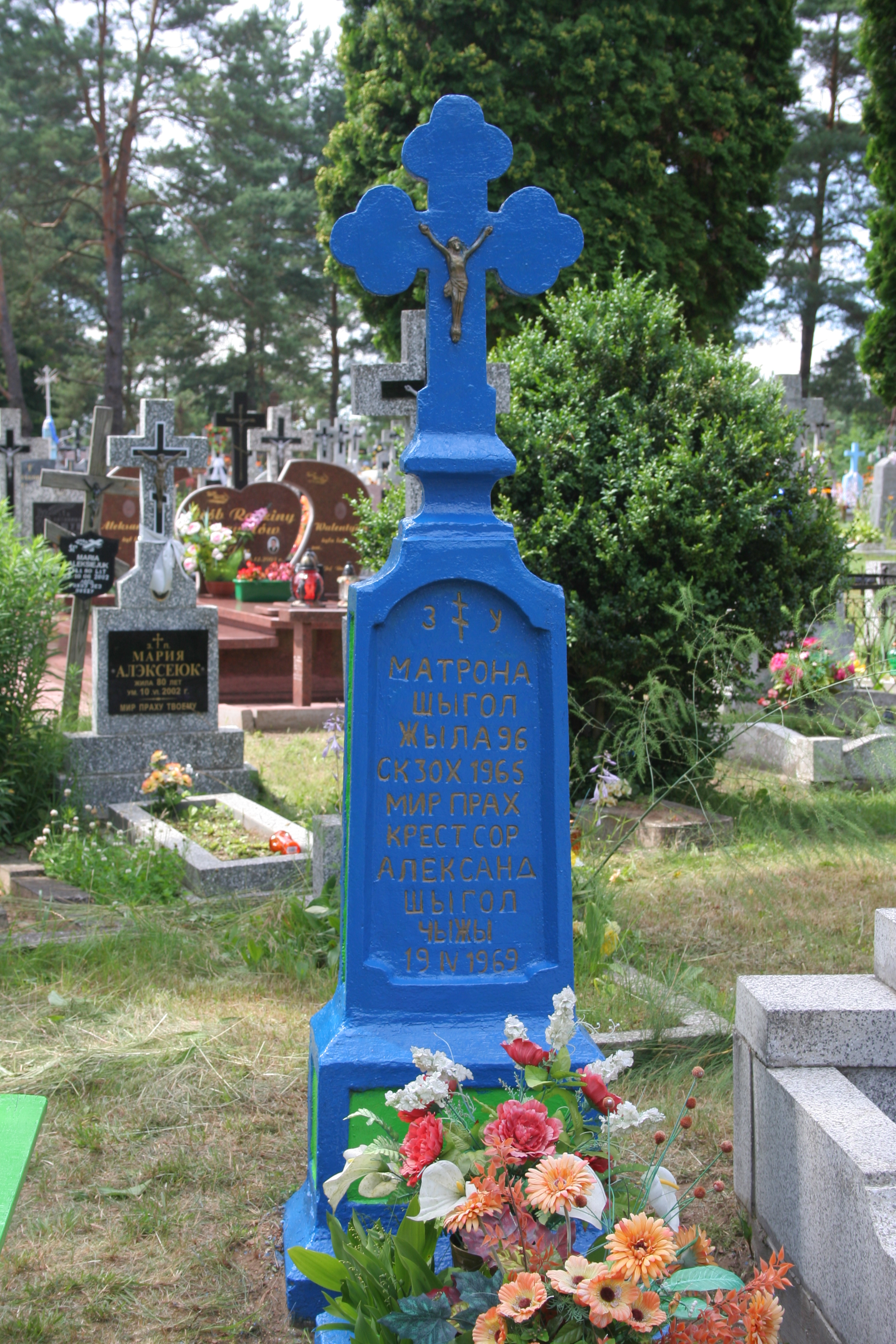
Nagrobek
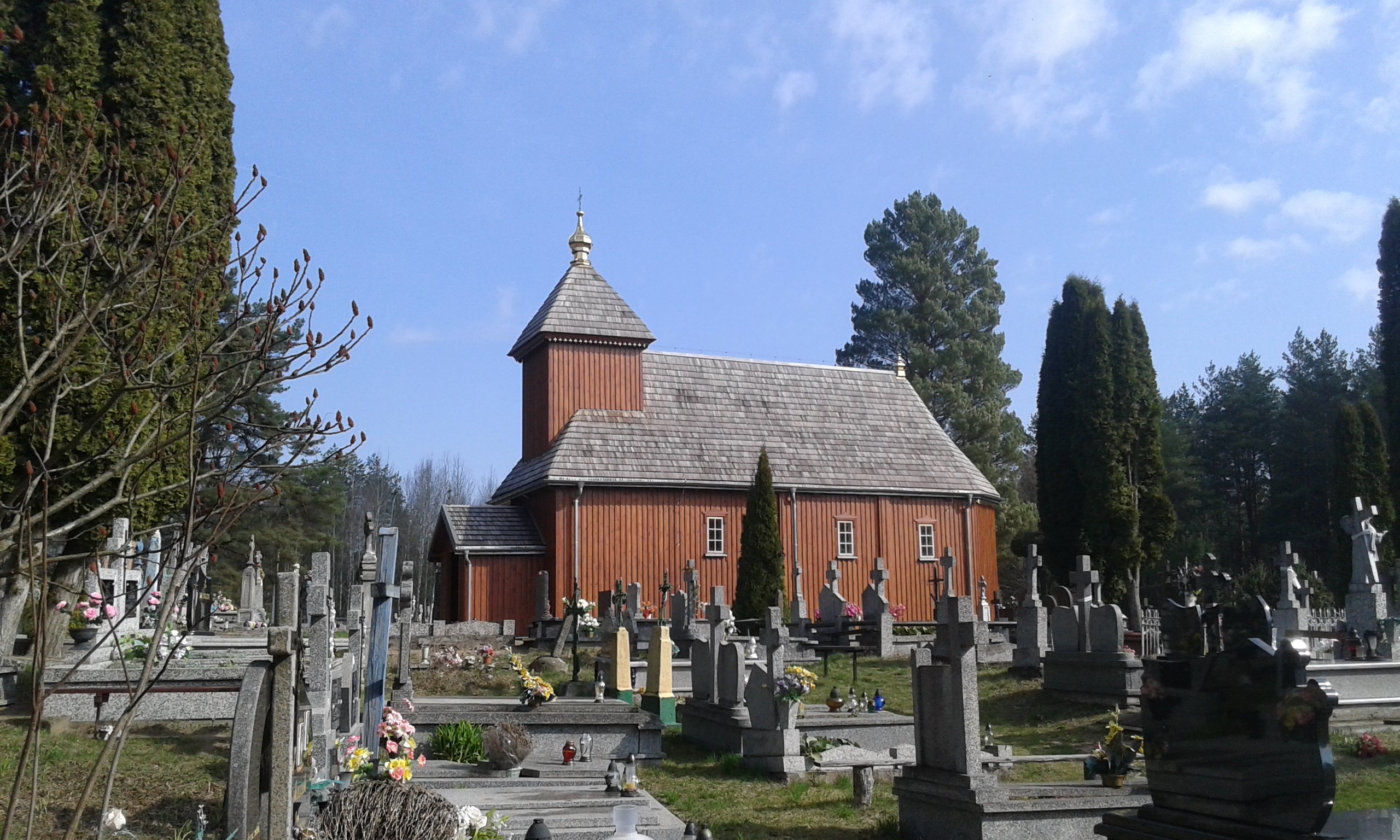
Cerkiew Świętych Kosmy i Damiana
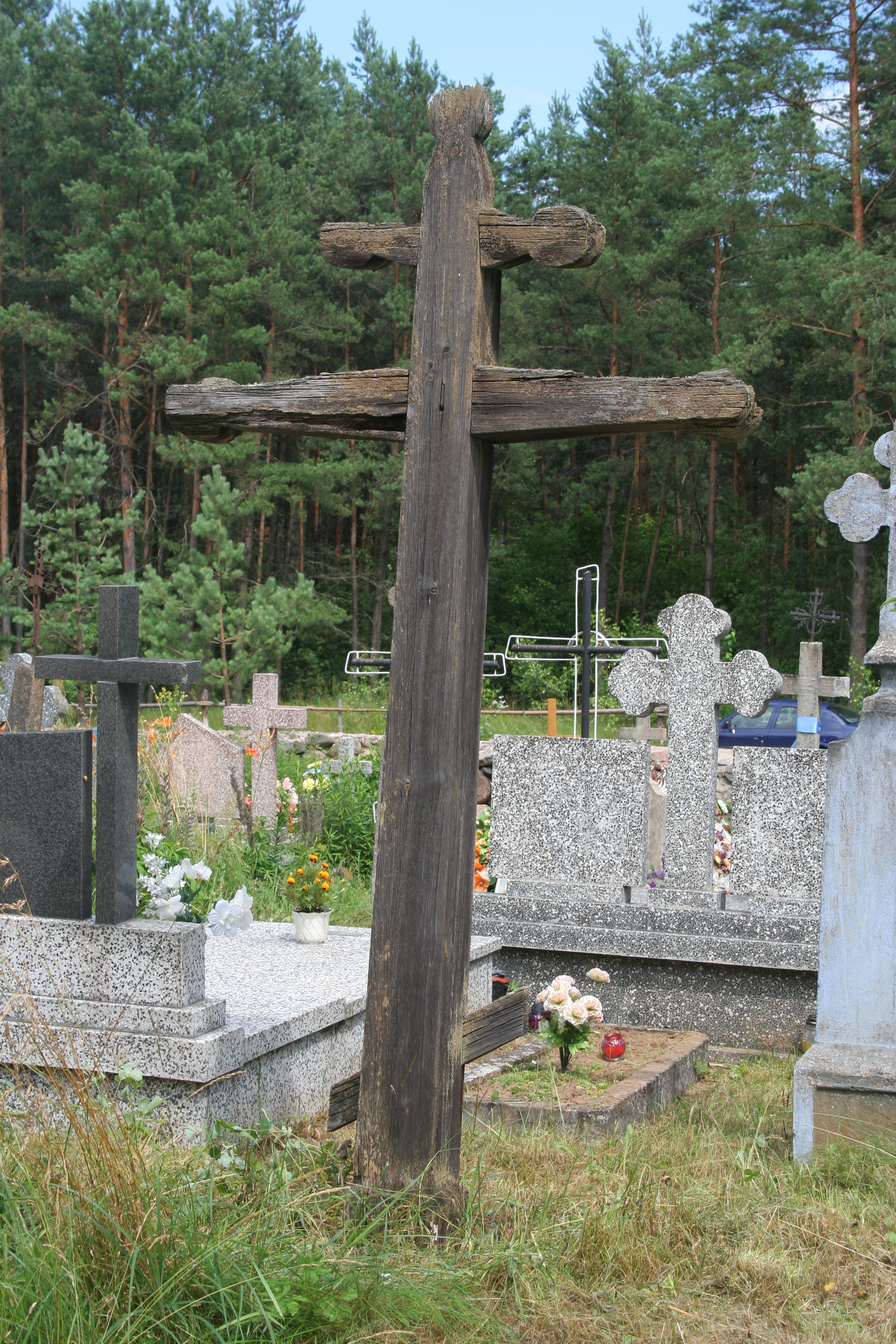
Cmentarz